# Mesoleius stenostigma
Mesoleius stenostigma là một loài tò vò trong họ Ichneumonidae.